# Leptopsammia

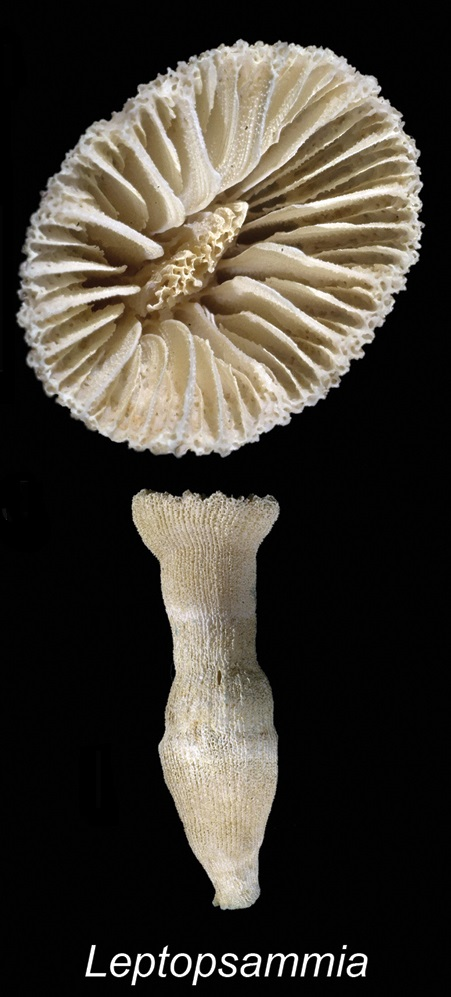
Vistas calicular y lateral del coralito de Leptopsammia stokesiana.

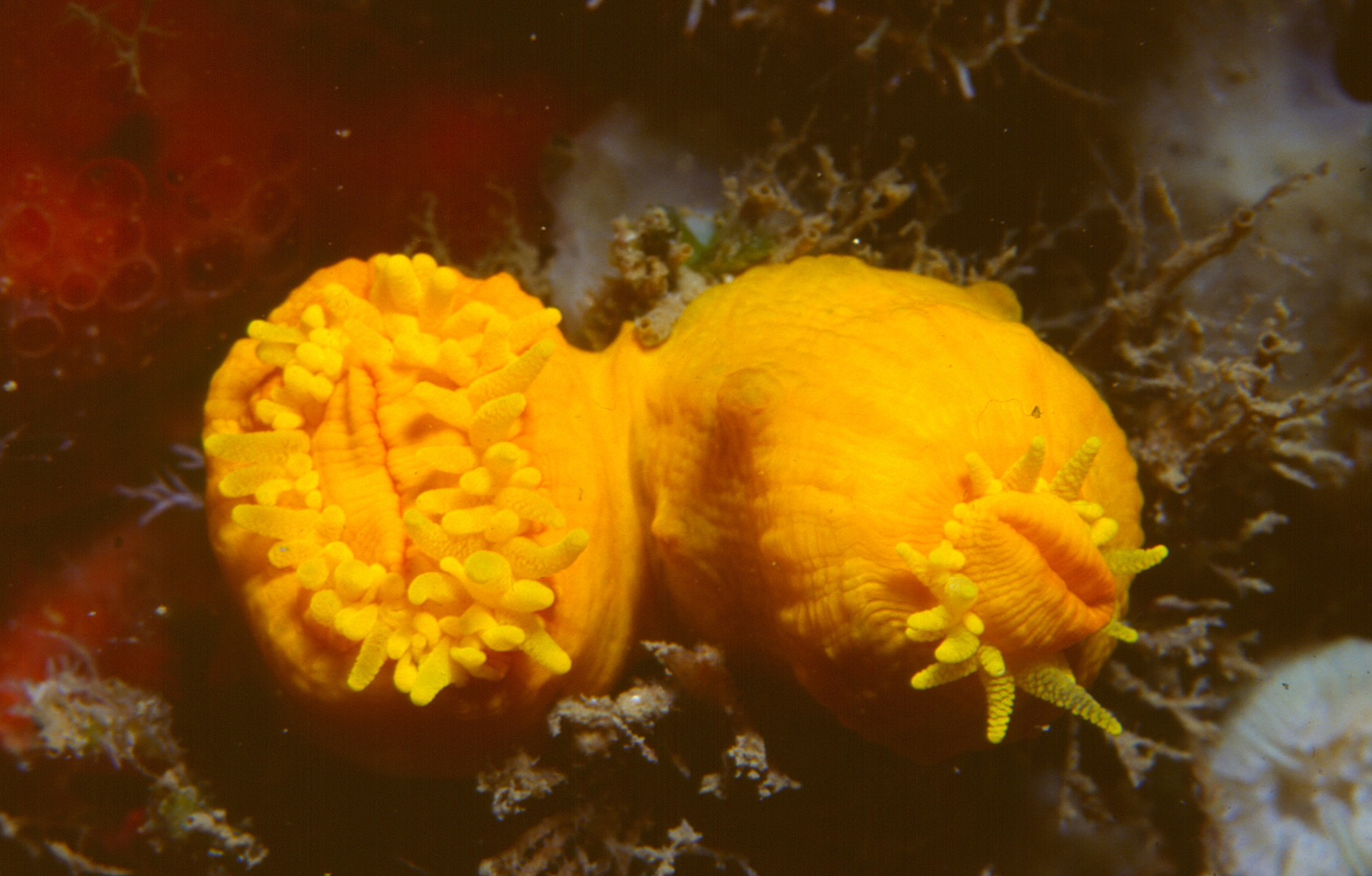
Pólipos de Leptopsammia pruvoti con tentáculos retraídos.

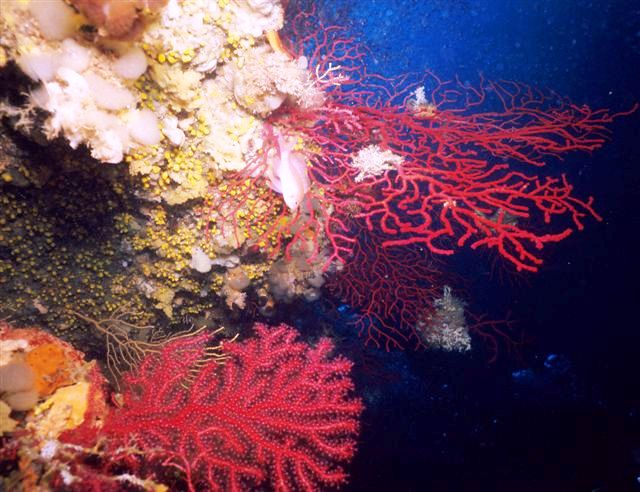
Pólipos de Leptopsammia pruvoti junto a Paramuricea clavata en Capo Gallo, Italia.

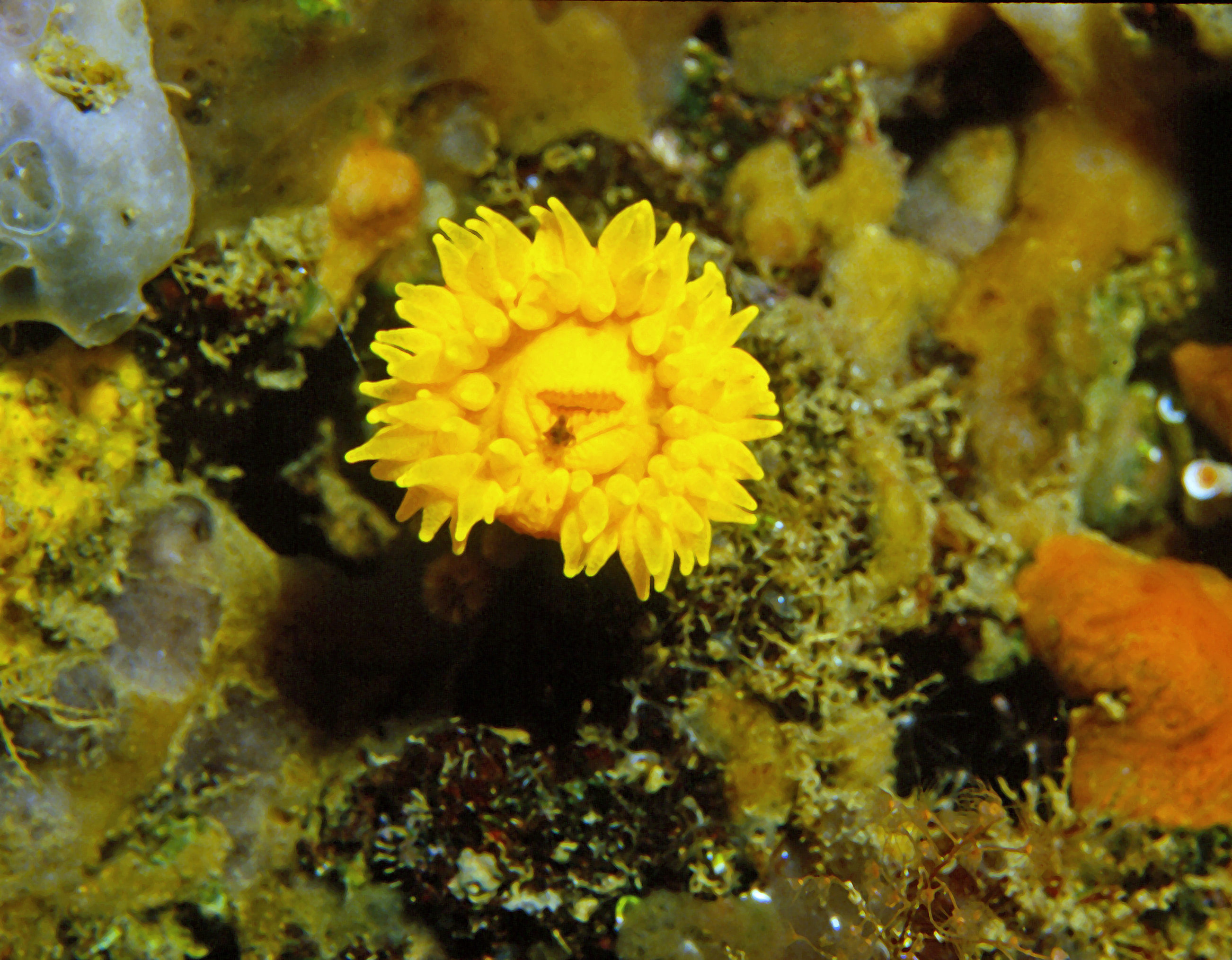
Leptopsammia pruvoti.

Leptopsammia es un género de coral perteneciente a la familia  Dendrophylliidae, orden Scleractinia. 
Posee esqueleto externo compuesto de carbonato cálcico, pero sus especies no poseen zooxantelas, las algas simbiontes que conviven con la mayoría de los corales, por lo que, junto a los géneros Balanophyllia o Tubastraea, son excepción en el orden Scleractinia.

## Especies
El Registro Mundial de Especies Marinas acepta las siguientes especies:
- Leptopsammia britannica. (Duncan, 1870)
- Leptopsammia chevalieri. Zibrowius, 1980
- Leptopsammia columna. Folkeson, 1919
- Leptopsammia crassa. van der Horst, 1922
- Leptopsammia formosa. (Gravier, 1915)
- Leptopsammia poculum. (Alcock, 1902)
- Leptopsammia pruvoti. Lacaze-Duthiers, 1897
- Leptopsammia queenslandiae. Wells, 1964
- Leptopsammia stokesiana. Milne Edwards & Haime, 1848
- Leptopsammia trinitatis. Hubbard & Wells, 1987

## Morfología
El género cuenta con especies de pólipos solitarios, aunque a veces se desarrollan varios pólipos juntos, formando pseudocolonias. 
El tejido, o coenosteum, que recubre el esqueleto, o coralito, así como el disco oral y los tentáculos, son de color amarillo intenso. En ocasiones de color blanco amarillento. 
Los tentáculos de sus pólipos presentan células urticantes, denominadas nematocistos, empleadas en la caza de presas de zooplancton. Tienen numerosos tentáculos rodeando su disco oral, en el caso de la especie Leptopsammia pruvoti hasta 96. Estos tentáculos generalmente son amarillos, pero pueden variar al blanco. Tan sólo se suelen extender por la noche o en condiciones mínimas de iluminación.

## Alimentación
Al no poseer zooxantelas, se alimentan exclusivamente del plancton que capturan con sus tentáculos durante la noche, y de materia orgánica disuelta en el agua. 

## Reproducción
Producen larvas pelágicas nadadoras, tras fertilizar externamente los huevos. Las larvas deambulan por la columna de agua, normalmente en un área próxima, antes de metamorfosearse en pólipos que se adhieren al sustrato y generan un esqueleto, comenzándo su vida sésil.

## Hábitat y distribución
El género Leptopsammia puede ser encontrado en aguas subtropicales y tropicales. Se distribuye en el Indo-Pacífico y el Atlántico, incluido el mar Mediterráneo.
Profundidad: de 3 a 900 m.
Suele encontrarse en sustratos rocosos, adherido a rocas o esqueletos de corales. Tanto expuesto a fuertes corrientes, como en aguas tranquilas.

## Mantenimiento
Son de las especies difíciles de mantener en cautividad, ya que hay que alimentarlas diariamente con zooplancton y esto también entraña otra dificultad, el mantener el agua del acuario en los niveles adecuados de nitratos, fosfatos, etc.
Es preferible emplazarlas en zonas bajas y sin luz potente. La corriente deberá ser de moderada a fuerte.
Tan sólo se recomienda a acuaristas con experiencia y en acuarios maduros, con roca viva e impecable calidad de agua. Son necesarios cambios de agua, preferentemente semanales y del 5 % del volumen del acuario.